# 温玄駿
温玄駿（1932年1月17日—2024年11月12日），花蓮客家人，由於父親競選鳳林鎮長失利之後，於日本中學校畢業便開始出外打工養活一家人，一生建設鄉里傳播客家文化，擔任花蓮縣壽豐鄉客家委員會第三屆榮譽顧問。並開設了壽豐鄉第一間伊士曼照相館。
1. ↑  木隆, 陳; 新頭條-TheHubNews. . 新頭條-TheHubNews. 2022-05-17  [2025-06-09]. （原始内容存档于2025-06-23） （中文（臺灣））.
2. ↑  澎湖縣政府文化局-澎湖記憶數位資料庫與檢索系統. . 澎湖縣政府文化局-澎湖記憶數位資料庫與檢索系統. 2025-06-17  [2025-06-17]. （原始内容存档于2022-08-07）.